# Probreviceps macrodactylus
Espèce
Synonymes
- Breviceps macrodactylus Nieden, 1926
- Breviceps usambaricus 
Barbour & Loveridge, 1928

Statut de conservation UICN

 EN B1ab(iii) : En danger
Probreviceps macrodactylus est une espèce d'amphibiens de la famille des Brevicipitidae.

## Répartition
Cette espèce est endémique du Nord de la Tanzanie. Elle se rencontre entre 900 et 2 100 m d'altitude dans les monts Usambara (occidentaux et orientaux), dans les monts Uluguru, dans les monts Nguu et dans les monts Nguru.

## Publication originale
- Nieden, 1926 : Anura II. Engystomatidae. Das Tierreich, vol. 49, p. 1-110.